# Hindumanes karnatakaensis
Hindumanes karnatakaensis is een spinnensoort uit de familie springspinnen (Salticidae).
De wetenschappelijke naam van de soort werd in 1978 als Lyssomanes karnatakaensis gepubliceerd door Benoy Krishna Tikader & Bijan Kumar Biswas.